# Hrabstwo Island
Hrabstwo Island (ang. Island County) – hrabstwo w stanie Waszyngton w Stanach Zjednoczonych. Hrabstwo zajmuje powierzchnię całkowitą 517,39 mil² (1340,03 km²). Według szacunków United States Census Bureau w roku 2009 miało 81 054 mieszkańców. Siedzibą hrabstwa jest Coupeville.
Nazwa hrabstwa pochodzi od dwóch dużych wysp leżących w jego obrębie – Whidbey i Camano, oraz siedmiu mniejszych – Baby, Ben Ure, Deception, Kalamut, Minor, Smith i Strawberry. Hrabstwo zostało wydzielone z obszaru Thurston 22 grudnia 1852 r.

## Miasta
- Coupeville
- Langley
- Oak Harbor

## CDP
- Camano
- Clinton
- Freeland